# 黒田祐輔

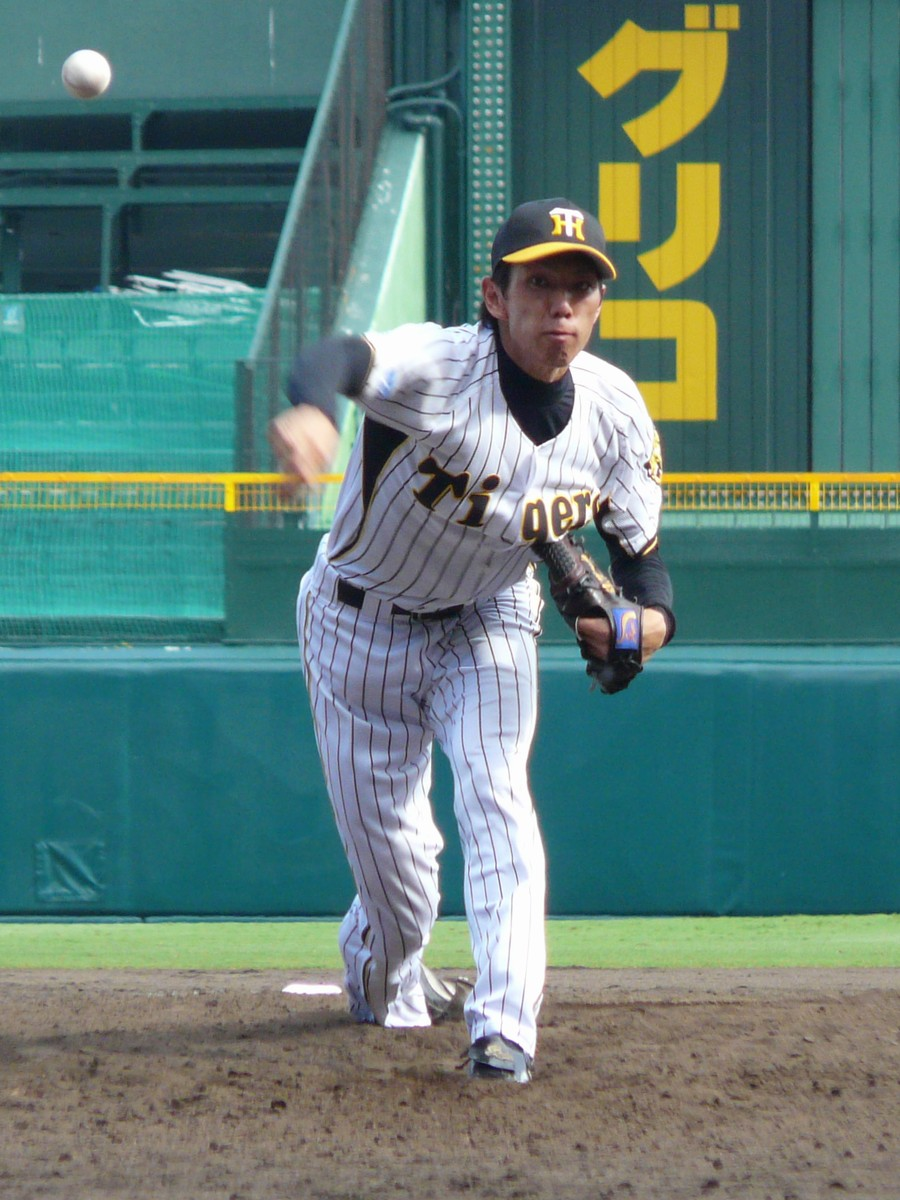
投手時代の黒田 (2009年7月19日)

黒田 祐輔（くろだ ゆうすけ、1986年5月1日 - ）は、静岡県藤枝市出身の元プロ野球選手（外野手）。

## 経歴
岡部小3年から野球を始め、藤枝市立岡部中学校では投手で4番。静岡高校では一塁手兼2番手投手として第85回全国高等学校野球選手権大会に出場し、3回戦の常総学院高校戦で4番手としてリリーフ登板して打者2人を無安打に抑えた。
高校卒業後は東都大学野球連盟所属の駒澤大学に進学。この際、同じ静岡県出身である太田誠野球部監督の勧めがあった。しかし、リーグ戦で結果を出せず、太田監督の引退と共に退部し、2006年12月に大学も中退。その素質から「このまま終わらせるのはもったいない」と静岡高校の畑田裕視監督が声をかけ、2007年2月から同校で練習を再開する。同年5月、同校野球部後援会会長である川村修が社長を務める地元企業シャンソン化粧品に契約社員として入社。同社には野球部が無く、昼過ぎまで関連企業の茶葉工場で働き、午後は高校で後輩に混じって練習していた。
2007年、大学生・社会人ドラフトで、阪神タイガースから4巡目指名を受け入団。背番号は59。野球部無所属のドラフト指名とあって当時は話題となった。
2008年、腰痛の治療に専念し、二軍のウエスタン・リーグで1試合の登板に終わった。
2009年、一軍公式戦出場は無く、ウエスタン・リーグで3試合に登板して防御率15.43の成績だった。10月6日より宮崎県で開幕したフェニックスリーグに参加し、5試合に登板した。
2010年、一軍公式戦出場がなく、ウエスタン・リーグも2試合の登板にとどまった。10月6日に野手転向を球団から打診されていることが報道された。その後、野手転向を受け入れ、外野手に転向した。
2011年、この年より育成選手登録になり背番号が121へ変更され、外野手登録となった。野手転向一年目となった同年シーズンはウエスタンリーグで46試合に出場し、打率.163であった。同年11月7日、育成選手の規約に基づいて自由契約選手公示がなされたが、11月25日、球団と再契約した。
2012年、ウエスタンリーグで35試合の出場で打率.186であった。同年10月31日、規約に基づき、自由契約公示された。11月13日に、引き続き阪神と育成選手として契約することで合意した事が発表された。
2013年は、ウエスタンリーグで25試合に出場したが、打席に立つことは少なく代走・守備固めでの出場が多かった。打撃は打率.400（5打数2安打）1本塁打2打点、守備では外野を10試合で守り無失策であった。10月1日に球団から戦力外通告を受けた。10月31日に自由契約公示された。
退団後は尼崎信用金庫に勤めながら、同金庫の軟式野球チームで投手としてプレーした。

## 詳細情報

### 年度別打撃成績
- 一軍公式戦出場なし

### 背番号
- 59 （2008年 - 2010年）
- 121 （2011年 - 2013年）

### 登場曲
- 「轍-わだち-」コブクロ（2008年 - 2009年）
- 「I AM RAGGA MUFFIN」ラガラボMUSIQ（2010年 - 2013年）